# Exposition internationale du bicentenaire de Port-au-Prince

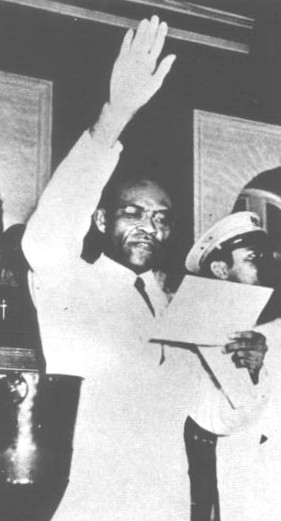
Le président Jean Dumarsais Estimé organisateur de l'Exposition internationale.

L'Exposition internationale du bicentenaire de Port-au-Prince a été proposée et validée par le Bureau international des Expositions (BIE) comme exposition universelle pour l'année 1949. Elle a eu lieu du 1er décembre 1949 au 8 juin 1950 à Port-au-Prince à Haïti et commémorait le bicentenaire de sa fondation par les Français.

## Contexte géopolitique
C'est le président haïtien, Léon Dumarsais Estimé, qui organisa cette Exposition universelle pour commémorer le bicentenaire de la fondation de la ville de Port-au-Prince en 1749 par les colons français de l'île de Saint-Domingue. Le président Estimé prolongeait ainsi la présentation et le dynamisme d'une capitale visionnaire et moderne[non neutre] au lendemain de la Seconde Guerre mondiale, notamment par l'intensification des relations internationales, la promotion du tourisme, la présentation de la culture d'Haïti, ainsi que la défense de la langue française. Pour cela, Haïti milita lors de la création de l'Organisation des Nations unies en 1945 pour le maintien de la langue française comme langue de travail de l'ONU, aux côtés de l'anglais. Sa voix fut utile lors du vote pour ou contre l'usage du français au sein de l'organisation.

## Volet culturel
Cette Exposition universelle propulsa Haïti sur la scène mondiale en faisant de Port-au-Prince la capitale culturelle des Amériques. Parmi les artistes internationaux invités, Dizzy Gillespie, Miles Davis, les chanteurs de la Scala de Milan, le grand opéra national de New York, la chanteuse cubaine de salsa Celia Cruz, le chanteur portoricain Daniel Santos, le compositeur haïtien Frantz Casseus ou encore le compositeur cubain Bebo Valdés.
Un concours artistique fut organisé. Le peintre haïtien Jacques-Enguerrand Gourgue remporta la médaille d'or, et son compatriote Gesner Abelard la médaille de bronze.

## Organisation
En mars 1948, commencèrent les travaux de construction de la « Cité de l'Exposition », l'aménagement du parc des expositions avec ses bâtiments d'Exposition sur une surface de 30 hectares. Le délai pour l'exécution des travaux était court avec à peine un peu plus d'une année. Les coûts de construction pour Haïti s'élevèrent au départ à plus de 4 millions de dollars, alors que le budget de l'État atteignant 13,4 millions de dollars.
Parmi les sites mis en valeur, on peut citer la baie bordée de palmiers autour du parc des expositions, la place des Nations unies, l'installation d'une grande roue, d'un aquarium, d'un cinéma, ainsi que l'organisation de combats de coqs et des représentations folkloriques dans le jardin paysager du « Théâtre de Verdure ».
L'Exposition fut inaugurée le 1er décembre 1949 par le président Dumarsais Estimé, qui lut à l'occasion un message de soutien du président américain Harry S. Truman.

## Participants
Parmi les pays invités et participants à cette Exposition universelle de 1949 :
Europe
La France, qui soutint ce projet avec à son ministre des Affaires étrangères Robert Schuman, la Belgique, l'Espagne, l'Italie, Saint-Marin et le Vatican, pour lequel on édifia une chapelle.
Asie
Le Liban, la Syrie et la Palestine, 
Amériques
Le Canada, les États-Unis, le Venezuela, le Mexique, l'Argentine, le Guatemala, le Chili, Puerto Rico, Cuba et la Jamaïque
Organisations internationales
L'Organisation des Nations unies et l'Organisation des États américains.

## Conséquences politiques
Le coût prévu de 4 000 000 dollars pour l'organisation de cette Exposition universelle par le gouvernement d'Haïti atteindra finalement la somme de 26 000 000 de dollars, dont 10 000 000 échappant à toute justification[réf. incomplète]. Ce scandale entraîna de vives critiques. En mai 1950, un coup d'État organisé par une junte militaire renversa le gouvernement de Dumarsais Estimé afin de pousser son chef, Paul Magloire, à la tête du pouvoir. Ce dernier est officiellement élu président en octobre 1950.
Les bâtiments ont été vendus après l'Exposition et sont devenus partie intégrante de l'architecture de Port-au-Prince, en particulier le pavillon de la poste, l'office de tourisme, la Fontaine Lumineuse et le Théâtre de Verdure.